# Đồng (họ)
Họ Đồng (同) là một họ của người Việt Nam.

Biểu tượng của dòng họ Đồng tại Việt Nam

### Dữ kiện 1

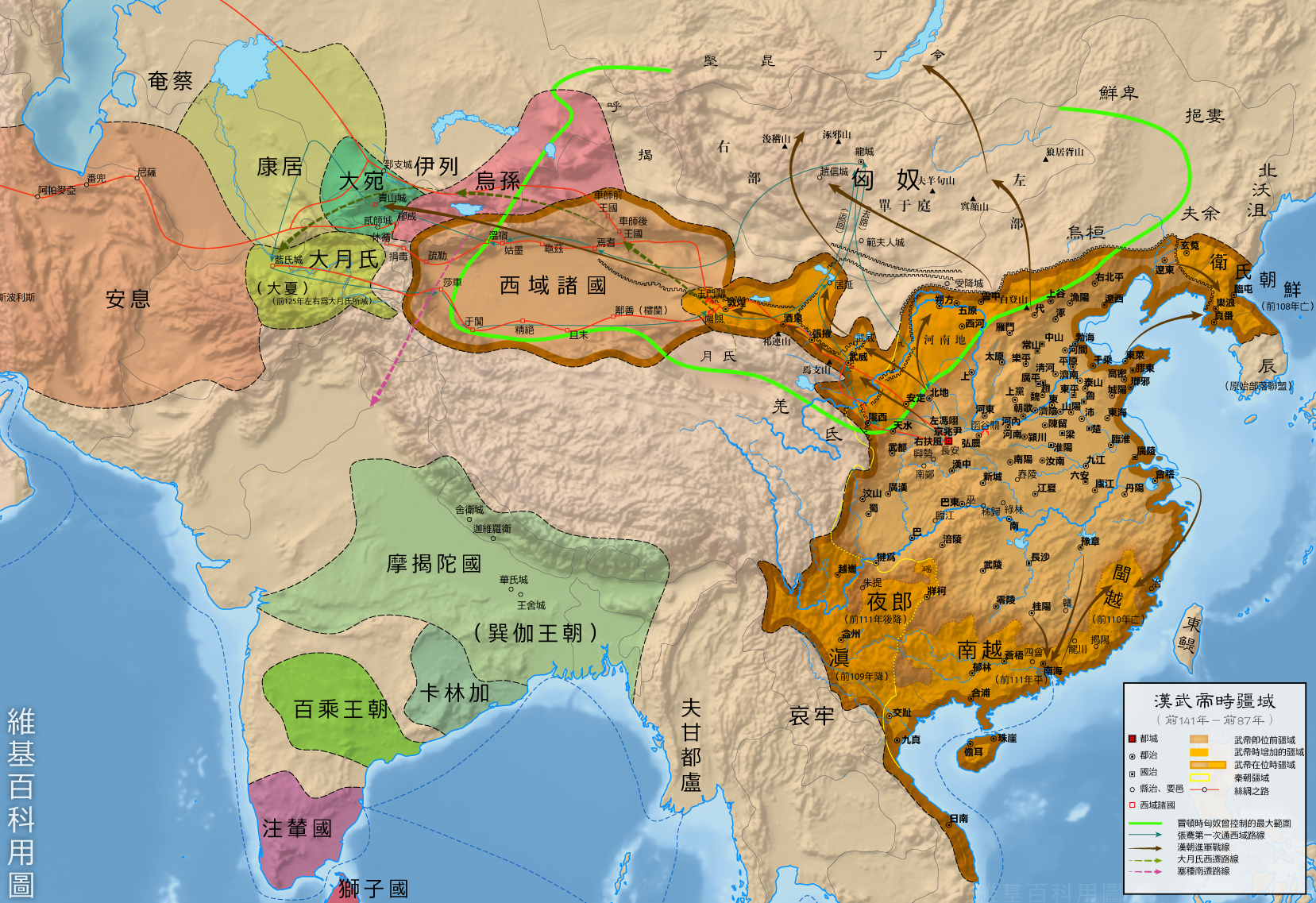
Biên giới và các cuộc chiến Hán - Hung Nô

### Dữ kiện 8

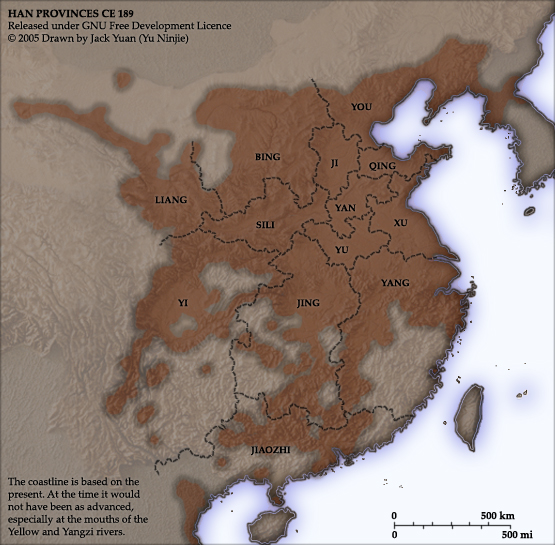
Yu Province thời nhà Tấn, hậu Tam Quốc

## Các hoạt động hiện nay của họ Đồng

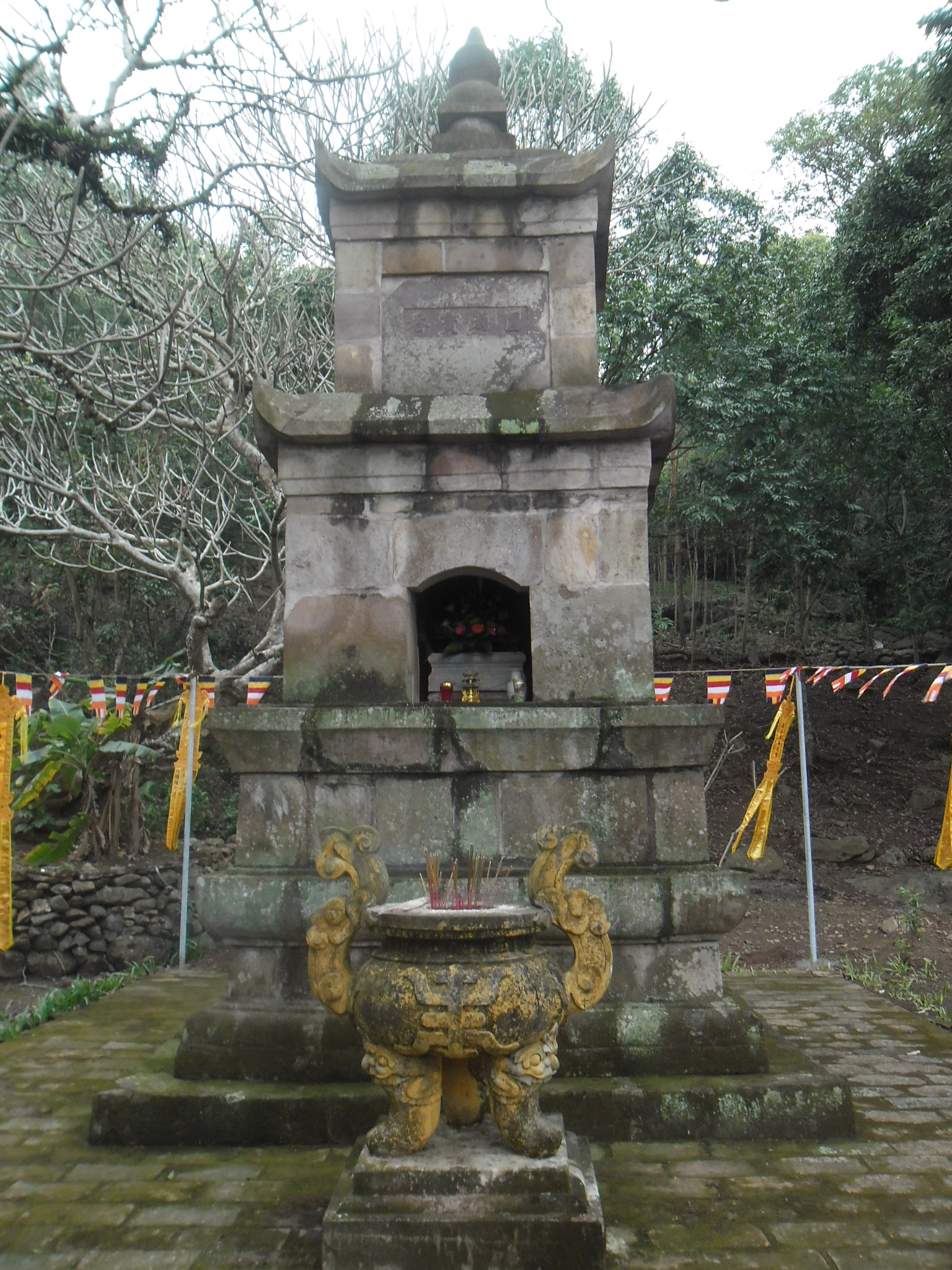
Viên thông bảo tháp - Ngôi mộ tháp của cụ Đồng Kiên Cương, sinh năm 1284 (tại chùa Thanh Mai, xã Hoàng Hoa Thám,Chí Linh, Hải Dương)

Đại hội tại đền Trình Đục Khê – 04.2019